# Elena Ferrante
Elena Ferrante (pronúncia italiana: [ˌɛːlena ferˈrante]) é o pseudônimo de uma escritora italiana, cuja identidade é mantida em segredo. Ela escreveu oito romances e vários livros de não-ficção em italiano desde 1991. Seus romances mais conhecidos são a série Romances de Nápoles, cujo primeiro livro é A Amiga Genial, que se tornou um sucesso de vendas internacional e foi adaptado como série homônima pela HBO.
Em 2016, Elena Ferrante foi eleita pela revista Time uma das 100 pessoas mais influentes do mundo.

## Biografia

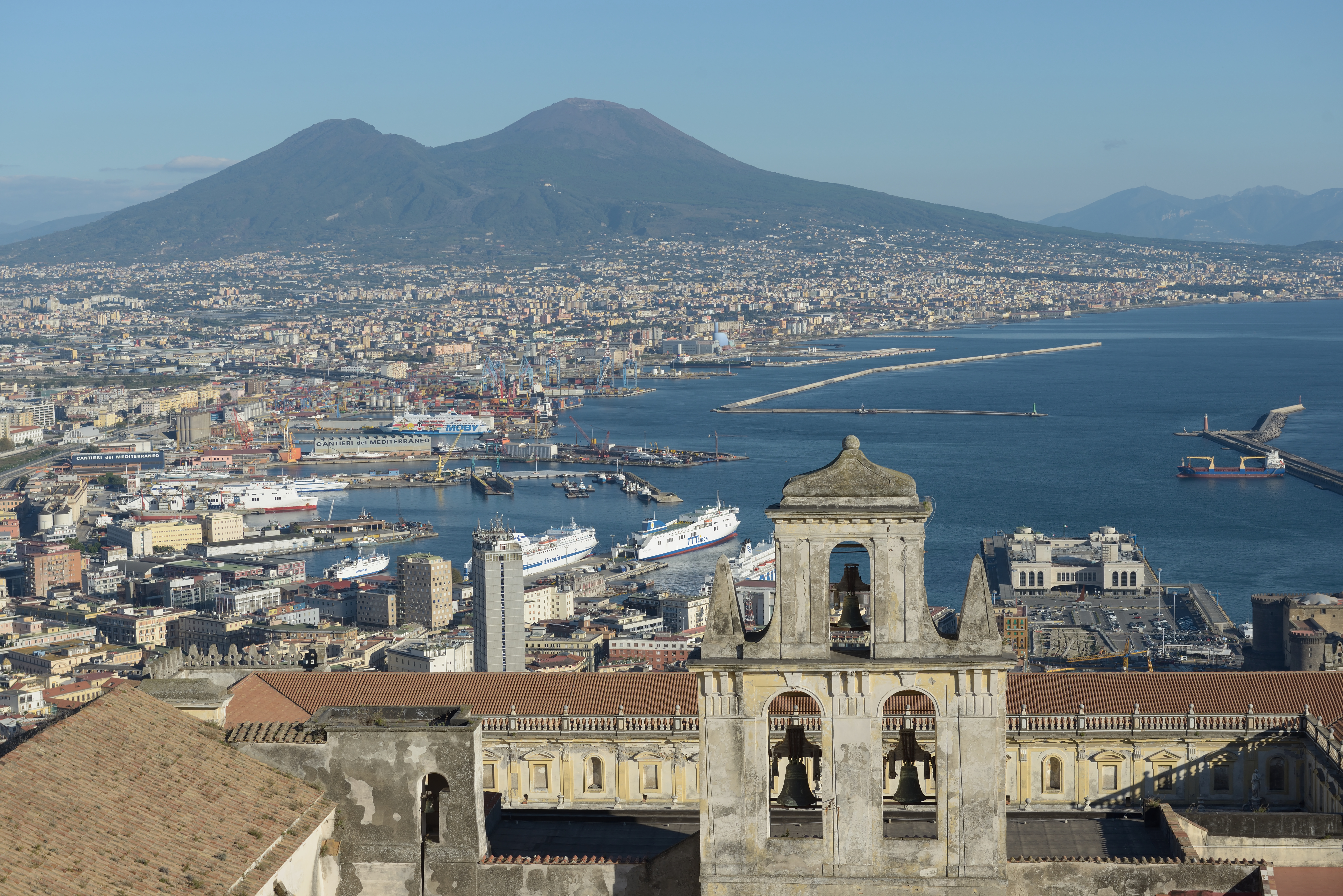
Nápoles, na Itália, é o cenário da maioria dos romances de Ferrante

Especula-se que Elena Ferrante tenha nascido em Nápoles, a mesma paisagem da maioria de seus romances. Ela teria estudado literatura. De acordo com suas entrevistas, a sua mãe é costureira e ela tem três irmãs.

## Livros e crítica

### Primeiros romances e frantumaglia
Em 1991, Elena Ferrante publicou seu primeiro romance, L'amore molesto (Um Estranho Amor, em Portugal; Um Amor Incômodo, no Brasil). O romance segue Delia, que volta a Nápoles, cidade da sua infância, quando sua mãe falece sob circunstâncias estranhas, tendo sido encontrada na praia usando apenas um sutiã de luxo. Ele foi um sucesso de crítica, vencendo o l Premio Procida-Isola di Arturo-Elsa Morante.
Em 2002, ela publicou seu segundo romance, I giorni dell'abbandono (Dias de Abandono, no Brasil, e Os Dias do Abandono, em Portugal), que segue a protagonista Olga em Turim, uma mulher de 38 anos que entra em crise quando seu marido a abandona depois de 15 anos por uma mulher mais nova. O romance teve grande sucesso de crítica.
Em 2003, Ferrante publicou um livro de ensaios, Frantumaglia, traduzido como La Frantumaglia - Caminhos de uma Escritora no Brasil, e como Escombros em Portugal. O livro é uma série de entrevistas com a autora sobre os seus dois primeiro romances, que depois foi republicado para conter entrevistas até a publicação dos Romances de Nápoles. O título original faz referência a uma expressão que teria sido cunhada pela mãe da autora, que "era usado por sua 'mãe costureira' para expressar 'como [ela] se sentia quando era puxada para um lado e para o outro por impressões contraditórias que a dilaceravam'."
Em 2006, foi publicado o romance La figlia oscura, traduzido como A Filha Perdida no Brasil e A Filha Obscura em Portugal. O livro segue Leda, uma professora universitária em férias em uma praia na Itália, que se torna obcecada com uma família napolitana, principalmente por uma mãe com sua filha pequena, uma obsessão que a leva a atos inexplicáveis. A crítica Camila von Holdefer nota que "Nunca crescemos de fato, é o que nos diz a narradora de Elena Ferrante. Afinal, observa ela, 'uma mãe não é nada além de uma filha que brinca'.”
Em 2007, foi publicado o único livro infantil de Ferrante, Nella Spiaggia di Notte, traduzido no Brasil como Uma Noite na Praia e em Portugal como A Praia de Noite, conta a história de uma boneca que é esquecida na praia.

### Romances de Nápoles
Em 2011, Ferrante publicou L'Amica Geniale, traduzido para o português como A Amiga Genial, o primeiro romance de uma série que se tornaria conhecida como Os Romances de Nápoles. Os volumes seguintes foram publicados em 2012 como Storia del nuovo cognome, traduzido como História do Novo Sobrenome no Brasil, e História do Novo Nome em Portugal, em 2013 como Storia di chi fugge e di chi resta, traduzido como História de Quem Foge e de Quem Fica no Brasil, e História de Quem Vai e de Quem Fica em Portugal, e em 2014 com Storia della bambina perduta, traduzido como História da Menina Perdida'.
Os romances contam a história de duas mulheres, Elena Greco, a narradora, conhecida como Lenù, e sua melhor amiga, Raffaela Cerulo, conhecida com Lila, ao longo de 60 anos. Os romances tiveram grande sucesso de público, sendo traduzidos para 30 línguas. Eles também se tornaram um grande sucesso de crítica, concorrendo a alguns dos maiores prêmios literários existentes, como o Prêmio Strega, na Itália, e o Booker International.

Segundo Alexandre Chacoff, escrevendo para a Piauí: 
"A tetralogia napolitana — formada pelos romances A Amiga Genial, História do Novo Sobrenome, História de Quem Foge e de Quem Fica e História da Menina Perdida — tem mais de 1500 páginas, muitos personagens e reviravoltas, mas a sua trama central é simples. Lenù — brilhante, intensa, boa aluna na escola — quer escapar dessa barbárie, fugir de seu bairro para a civilização, embora esse desejo seja sempre difuso e mal articulado: nunca é claro no que consistiria a fuga e de que modo ela se daria. Raffaella Cerullo, a Lila, é a sua melhor (e, muitas vezes, pior) amiga. Lila também é intensa e brilhante como Lenù, mas o seu brilhantismo é anárquico, autodidata. Ela rejeita os estímulos de professores e caçoa das promessas de uma futura felicidade burguesa em algum lugar mais civilizado. É uma menina prodígio niilista, cética diante das instituições e dos intelectuais grã-finos. O fio narrativo que conduz os livros é a amizade turbulenta entre essas duas personagens, contada desde a primeira infância até a velhice."
Os romances também ficaram famosos pelas capas kitsch, que se apropriam da estética de romances de banca, como diz a autora, que não queria que eles parecessem exclusivos e acadêmicos.
Em 2024, os romances da tetralogia figuraram posições numa pesquisa realizada pelo jornal estadunidense The New York Times com 503 profissionais reconhecidos do campo literário para eleger os cem melhores livros do século 21 — até agora. A Amiga Genial, o primeiro dos quatro romances, conquistou a primeira posição da lista, sendo considerado "o melhor livro do século", já A História da Menina Perdida, o último dos quatro romances, a octogésima posição.

### Trabalhos recentes
Em 2019, ela publicou La Vita Bugiarda degli Adulti, traduzido como A Vida Mentirosa dos Adultos. Ele tem um formato de romance de formação, e segue a adolescente Giovanna dos seus 13 anos aos 16, enquanto ela lida com questões como sexualidade e seu relacionamento com seus pais. Como aponta Fabiane Secches, o romance dividiu a crítica: "algumas afirmam que encontramos uma mera repetição dos elementos anteriores, que Ferrante estaria fazendo um pastiche de si mesma. Em outras, a autora tem sido elogiada por revisitar, com habilidade, temas caros ao seu projeto literário."
No mesmo ano, foi publicado L'invenzione occasionale, traduzido em Portugal como A Invenção Ocasional, e ainda inédito no Brasil, livro baseado nos ensaios publicados por Ferrante no jornal inglês The Guardian.
Em 2021, foi publicado I margini e il dettato, traduzido no Brasil como As Margens e o Ditado e em Portugal como As Margens e a Escrita, baseado em quatro seminários dados por Elena Ferrante durante a Aula Magna Umberto Eco, na Universidade de Bolonha, na Itália, e mais um ensaio sobre Dante Alighieri. As palestras foram lidas ao vivo pela atriz Manuela Mandracchia, e posteriormente publicadas como livro.

## Anonimato e controvérsias
A autora concede poucas entrevistas, todas elas por escrito e intermediadas pelas suas editoras italianas. Nelas, explica que optou pelo anonimato para poder escrever com liberdade, e também para que a recepção de seus livros não seja influenciada por uma imagem pública. Especula-se, com base nas suas obras, que tenha nascido em Nápoles,  uma vez que livros como a tetralogia "Série Napolitana", trazem uma descrição detalhada da cidade e de seus costumes. Através de suas obras, é possível perceber que Elena Ferrante apresenta um sólido conhecimento dos autores clássicos gregos e latinos.
Desde que Elena Ferrante apareceu na cena literária italiana, especulações foram feitas sobre a sua verdadeira identidade. O escritor italiano Domenico Starnone foi frequentemente apontado como o autor das obras assinadas por Ferrante, o que ele nega. Em 2016, o professor Marco Santagata da Universidade de Pisa, usou análise linguística para determinar a identidade da escritora, determinando que ela era provavelmente a escritora Marcella Memmo.
Em outubro de 2016, o jornalista italiano Claudio Gatti publicou um artigo polêmico alegando a escritora é, na verdade, a tradutora romana Anita Raja. Anita é filha de uma alemã que foi para Itália após do Holocausto, e é casada com o escritor Domenico Starnone. A base das alegações foram as transações financeiras de Raja. O artigo gerou grande controvérsia pela violação da privacidade da escritora. A escritora Jeanette Winterson denunciou o artigo de Gatti como machista, falando no desconforto dele com uma mulher que queria publicar livros nos seus próprios termos. Gatti se defendeu das acusações.
O controverso comediante Tommaso Debenedetti publicou em dezembro de 2016 uma entrevista com Raja que assumia ser Elena Ferrante. A entrevista foi confirmada como falsa pelos editores de Ferrante.

## Lista do bookshop.org
Em 2020, Elena Ferrante publicou uma lista com sugestões de 40 romances escritos por mulheres. A lista foi amplamente divulgada, com vários dos livros ganhando traduções internacionais nos anos seguintes.
- Americanah, de Chimamanda Ngozi Adichie
- O Assassino Cego, de Margaret Atwood
- The Enlightenment of the Greengage Tree, de Shokoofeh Azar
- Malina, de Ingeborg Bachmann
- Manual da Faxineira, de Lucia Berlin
- Esboço, de Rachel Cusk
- O Ano do Pensamento Mágico, de Joan Didion
- A Devolvida, de Donatella Di Pietrantonio
- Disoriental, de Négar Djavadi
- O Amante, de Marguerite Duras
- Os Anos, de Annie Ernaux
- Léxico Familiar, de Natalia Ginzburg
- The Conservationist, de Nadine Gordimer
- Destinos e Fúrias, de Lauren Groff
- Motherhood, de Sheila Heti
- A Professora de Piano, de Elfriede Jelinek
- Breasts and Eggs, de Mieko Kawakami
- O Intérprete de Males, de Jhumpa Lahiri
- The Fifth Child, de Doris Lessing
- A Paixão segundo GH, de Clarice Lispector
- O Arquivo das Crianças Perdidas, de Valeria Luiselli
- A Ilha de Arturo, de Elsa Morante
- Amada, de Toni Morrison
- Cara Vida, de Alice Munro
- O Sino, de Iris Murdoch
- Accabadora, de Michela Murgia
- O Baile, de Irene Nemirovsky
- Blonde, de Joyce Carol Oates
- The Love Object: Selected Stories, de Edna O’Brien
- A Good Man Is Hard to Find, de Flannery O’Connor
- Evening Descends Upon the Hills: Stories from Naples, de Anna Maria Ortese
- Gilead, de Marilynne Robinson
- Pessoas Normais, de Sally Rooney
- O Deus das Pequenas Coisas, de Arundhati Roy
- Dentes Brancos, de Zadie Smith
- Olive Kitteridge, Elizabeth Strout
- A Porta, de Magda Szabò
- Cassandra, de Christa Wolf
- Uma Vida Pequena, de Hanya Yanagihara
- Memórias de Adriano, de Marguerite Yourcenar

### Infantil
- La spiaggia di notte (2007), traduzido no Brasil como Uma Noite na Praia (2016) e em Portugal como A Praia de Noite.

### Não-ficção
- La frantumaglia (2003), republicado em versões estendidas em 2007 e 2016, e traduzido como La Frantumaglia - Caminhos de uma Escritora (2016) no Brasil, e como Escombros em Portugal;
- L'invenzione occasionale (2019), traduzido em Portugal como A Invenção Ocasional, e ainda inédito no Brasil;
- I margini e il dettato (2021), traduzido no Brasil como As Margens e o Ditado (2023) e em Portugal como As Margens e a Escrita

## Adaptações
Vários dos livros de Elena Ferrante foram adaptados para o cinema e para a televisão. Três de seus romances foram transformados em filmes, o primeiro dos quais foi lançado na Itália como L'Amore Molesto em 1995. Ele foi dirigido por Mario Martone. O segundo filme foi lançado também na Itália como I Giorni dell'Abandono, dirigido por Roberto Faenza em 2005. Com o sucesso da Tetralogia Napolitana, ela foi anunciada como a próxima adaptação, com uma série de 32 episódios sendo anunciada pela cooperação entre a RaiTV e a HBO, em 2016. A série estreou com o título de My Brilliant Friend em 2018, e se tornou a primeira produção da HBO em língua napolitana. A segunda temporada estreou em 2019, e a terceira teve sua filmagem interrompida pela pandemia de COVID19, sendo finalmente lançada em 2021. A quarta temporada, programada como temporada final, foi anunciada lançada em setembro de 2024.

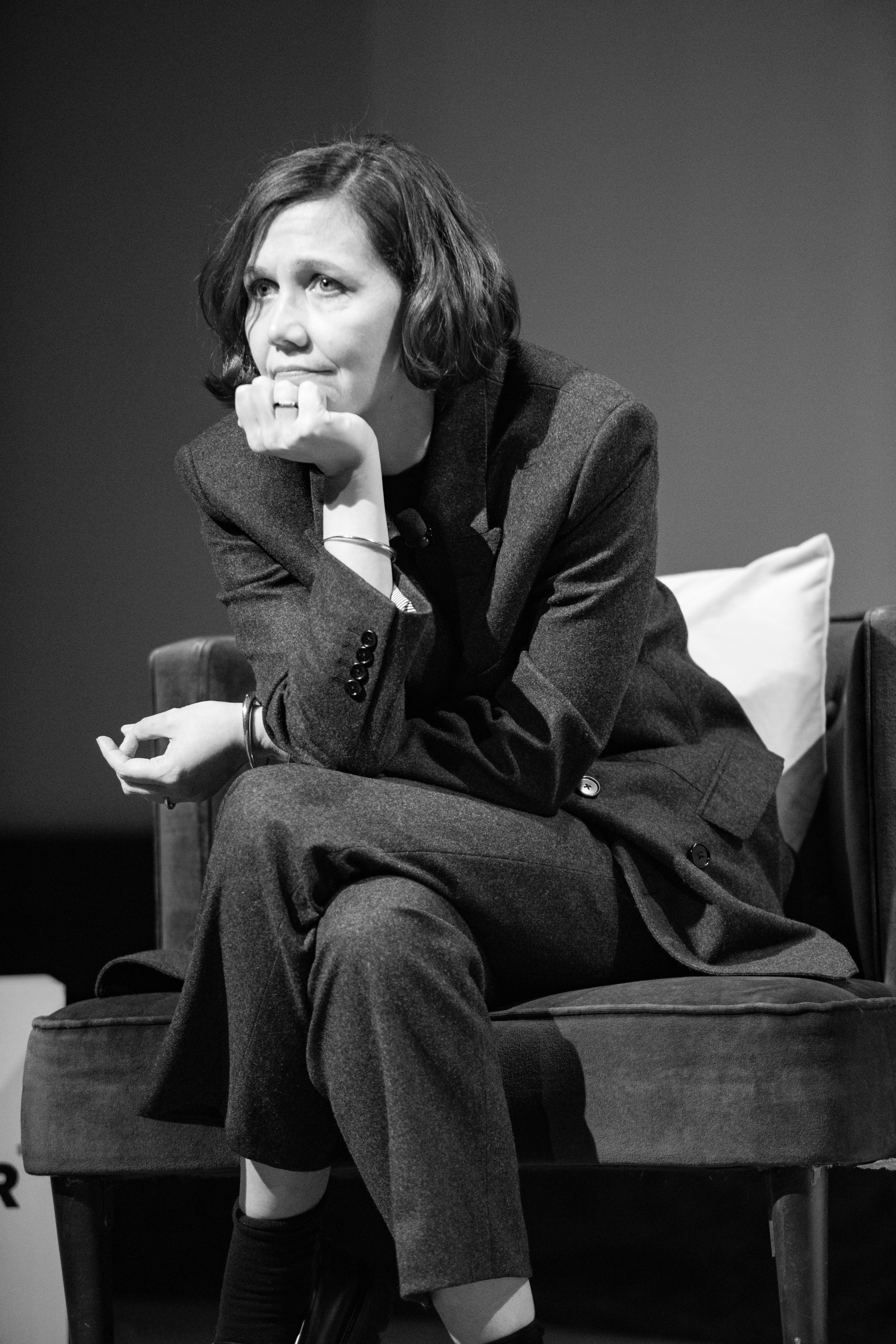
Entrevista com Maggie Gyllenhall sobre o filme A Filha Perdida

Em 2020, o filme The Lost Daughter, adaptação do romance A Filha Perdida, foi anunciado como a estreia de Maggie Gyllenhaal na direção. Ele estrelou Olivia Colman, Dakota Johnson e Jessie Buckley.
Em 2023, a Netflix lançou na plataforma a série The Lying Life of Adults, baseada no romance A Vida Mentirosa dos Adultos, de 2019.

### Filmes
- L'Amore Molesto, dirigido por Mario Martone, 1995, título internacional Nasty Love
- I Giorni dell'Abandono, dirigo por Roberto Faenza, 2005. Título internacional The Days of Abandonment.
- The Lost Daughter, dirigo por Maggie Gyllenhaal, 2021. Também conhecido como A Filha Perdida.

### Séries de tv
- L'Amica Geniale, criado por Saverio Costanzo em co-produção da RaiTV e da HBO, com Gaia Girace e Margherita Mazzuco, 2018-presente.
- La Vita Bugiarda degli Adulti, criado por Edoardo De Angelis para a Netflix, 2023.